# インド門 (ムンバイ)
ムンバイのインド門（インドもん、英: Gateway of India、マラーティー語: भारताचे प्रवेशद्वार）とは、イギリス領インド帝国の時代にインドのムンバイ（旧ボンベイ）に建てられた記念建造物である。南ムンバイ (South Mumbai) アポロ・バンダル (Apollo Bunder) のアラビア海を臨む海岸地区に位置する。この建物は高さ26 m (85 ft)の玄武岩のアーチであり、ムンバイ港 (Mumbai Harbour) 海岸線沿いのチャトラパティ・シヴァージー・マーグの終端に位置する。この場所は漁村で使われた粗末な桟橋であったが、後に改装されてイギリス人総督や他の著名人の上陸地として使用された。昔は、船でムンバイに到着する旅行者が最初に目にする建造物であった。インド門はムンバイのタージ・マハルとも称され、市内で一番の観光地である。
この建物は、ジョージ5世とメアリー王妃が1911年に訪れたとき、アポロ・バンダルに上陸したことを記念して建立された。インド・サラセン様式 (Indo-Saracenic Revival architecture) で建設され、礎石は1911年3月31日に敷かれた。ジョージ・ウィテット (George Wittet) の最終設計は1914年に認可され、この記念建造物の建設は1924年に完了した。インド門は後に副王およびボンベイ知事 (Governors of Bombay) のインドへの儀式的入口となり、インドへの入国を許可する役割を果たした。
この歴史的建造物は、21世紀はじめ (History of Mumbai during the 21st century) から3回のテロ攻撃を受けている。2003年に2回あり、2008年のムンバイ同時多発テロで銃で武装した4人のテロリストがタージマハル・ホテルを攻撃した際には上陸地点であった。

## 歴史

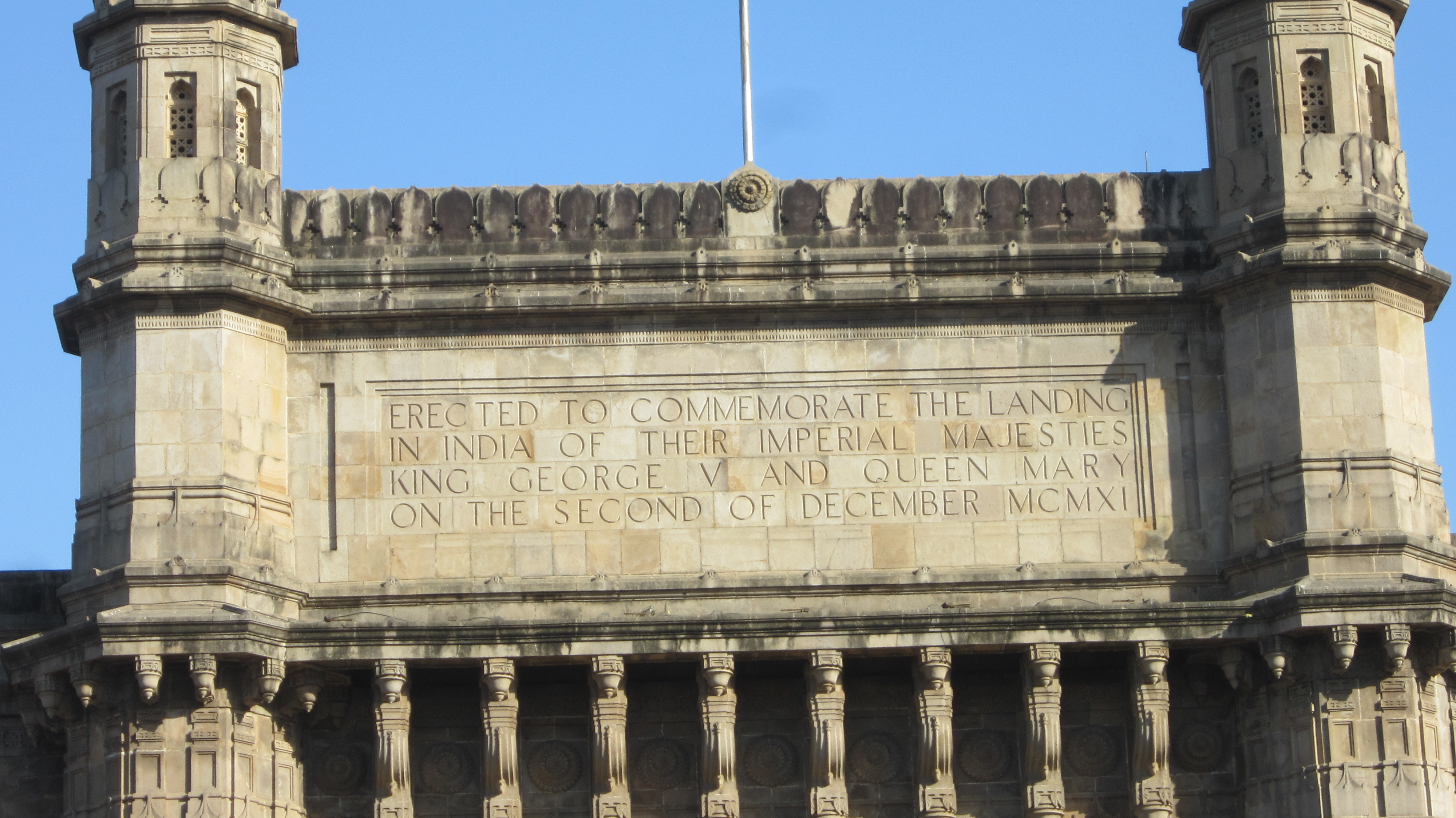
「MCMXI（1911年）12月2日にインド皇帝ジョージ5世と王妃メアリーの上陸を記念して建設した（Erected to commemorate the landing in India of their Imperial Majesties King George V and Queen Mary on the Second of December MCMXI）」と刻される。

インド門は、1911年12月のデリー・ダルバール (Delhi Durbar) （国民会議）開催前にジョージ5世とメアリー王妃がムンバイに訪れたことを記念して建立された。しかし、建設は1915年から始まったため、実際に目にしたのは厚紙で作った建物の模型だけであった
。礎石はジョージ・シデナム・クラーク (George Sydenham Clarke) ボンベイ知事により1911年3月31日に敷かれ、ジョージ・ウィテット (George Wittet) の最終設計は1913年3月31日に認可された。インド門は黄色い玄武岩とコンクリートで作られた。1915年から1919年にかけて、インド門が建つアポロ・バンダル（港湾）の造成が行われ、新しい海岸壁が作られた。造成は1920年に完成し、建設は1924年に竣工した。インド門は1924年12月4日に、副王を務めていた初代レディング伯爵ルーファス・アイザックスにより開門された。
インド独立 (Indian independence movement) に伴いインドから帰還する最後のイギリス軍、サマセット軽歩兵連隊 (Somerset Light Infantry) 第1大隊が1948年2月28日の帰還式でインド門を通り、イギリスによる統治の終焉を示した。

## 設計および構造
建築士のジョージ・ウィテット (George Wittet) は、古代ローマの凱旋門と16世紀のグジャラート州建築物の要素を組み合わせた。その設計はヒンドゥー教徒とムスリムの建築様式の組合わであり、アーチはムスリムの様式であり装飾はヒンドゥー教徒の様式である。インド門は黄色い玄武岩と鉄筋コンクリートで作られた。玄武岩は地元で採掘し、有孔スクリーンはグワーリヤルから購入した。インド門は、アポロ・バンダル (Apollo Bunder) 突端からムンバイ港 (Mumbai Harbour) を臨む。
中央のドームは幅15メートル (49フィート) であり、最高点は地上25メートル (82フィート)である 。港湾地区全体は、海岸通りが街の中心部へ緩やかにまっすぐ延びるように再編成された。門の両端には、600人を収容できる大きなホールがある。建築費は210万インド・ルピー（3万2000ドル）であり、主にインド政府 (Government of India) が負担した。資金不足のため上陸路は作られず、インド門は沿道の終端に位置している。

## 歴史的意義
インド門は副王およびボンベイ知事のインドへの上陸地点として使用された。1911年にジョージ5世を迎えるため建設され、その後は英領インドとイギリス帝国の重大な行事のために使用されたが、現在はイギリスによるインド国民への植民地政策と制圧の「歴史的遺産」である。タージマハル・ホテルのすぐ隣に建てられており、インド門はインドに初めて訪れたイギリス人のための、イギリス帝国の「権力と威厳」の象徴であった。

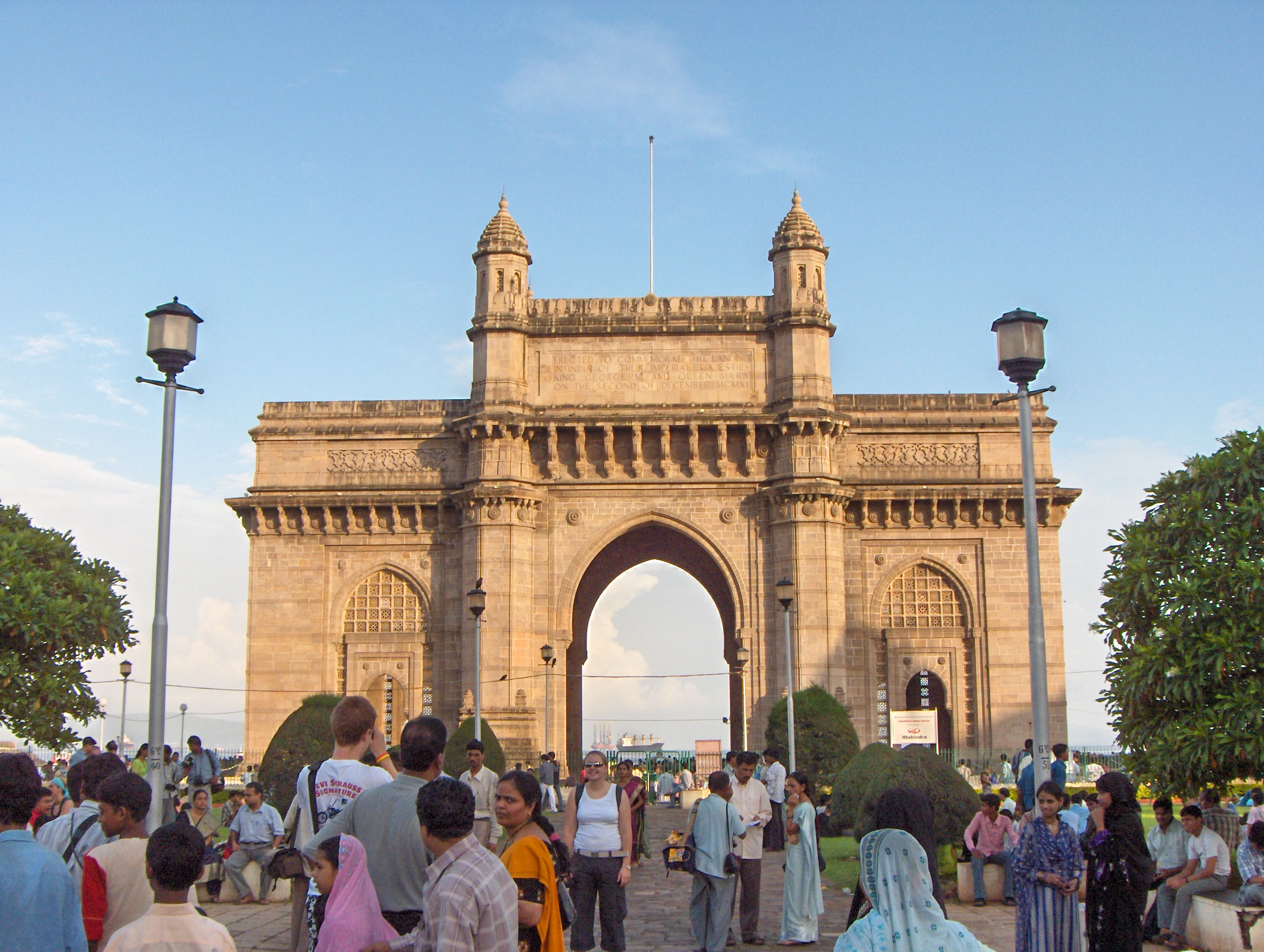
国内外の観光客、歴史的建造物を背景に地元の写真家などの群衆が見られる。

インド門の反対側にはチャトラパティ・シヴァージーの像が建つ。シヴァージは17世紀にゲリラ戦を駆使してサリアドリ山岳地域にマラーター王国を建国し、マラータ族 (Maratha) の「誇りと勇気」の象徴である。この像の除幕式は1961年1月26日のインド共和国記念日に行われた。この地域にはもう1つ、スワーミー・ヴィヴェーカーナンダの像も建てられている。
門には5つの桟橋がある。1番桟橋はバーバー原子力研究センター (Bhabha Atomic Research Centre) 専用で、2番、3番が商用フェリー業務で使われ、第4は閉鎖で第5はロイヤル・ボンベイ・ヨットクラブ専用である。

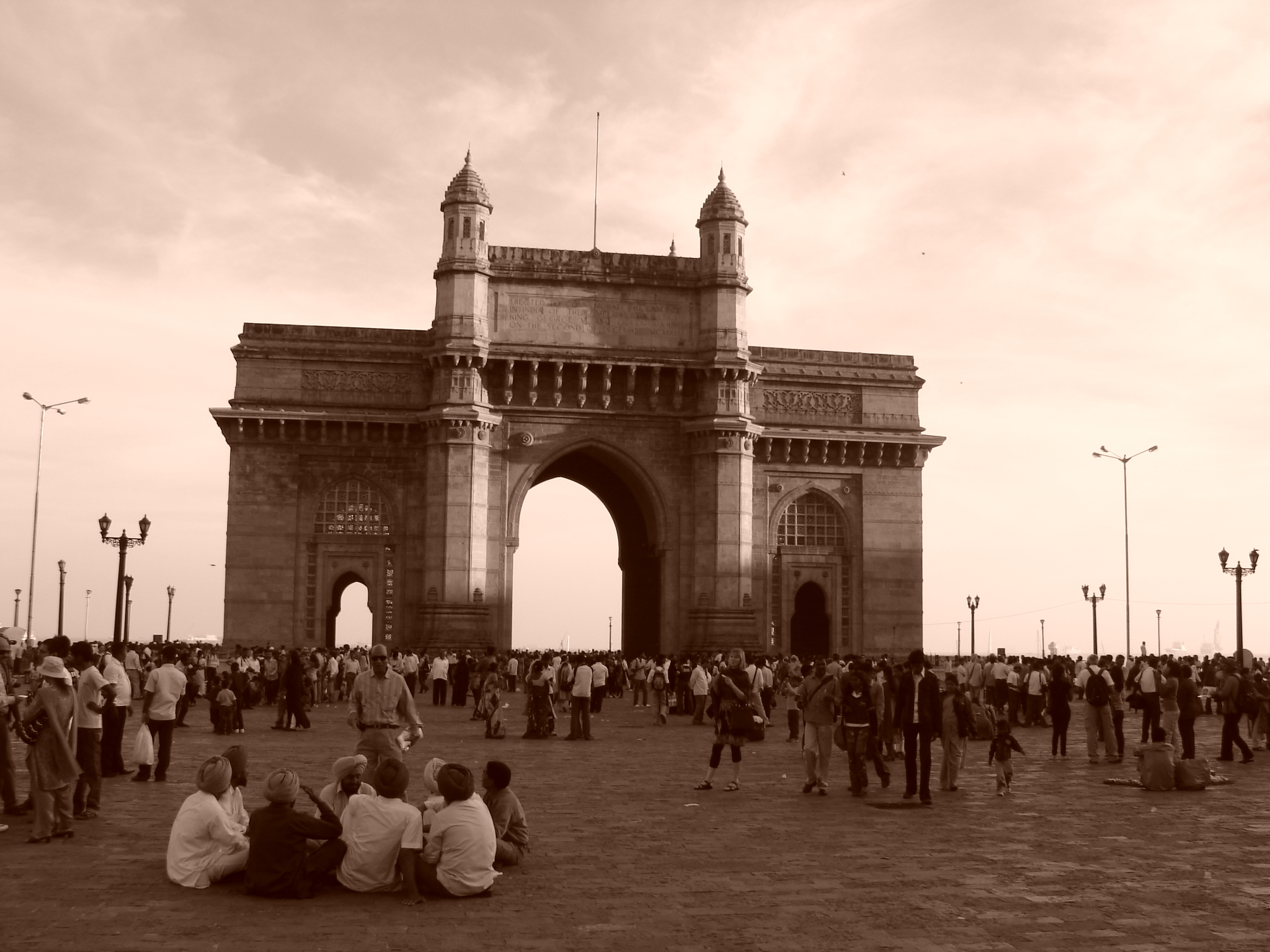
インド門には多数の観光客が訪れる。

2008年のムンバイ同時多発テロ後、すべての桟橋を閉鎖して近隣のラジオクラブ (Bombay Presidency Radio Club) 付近に2つの新しい桟橋を作り直すことが提案された。第2、第3桟橋はフェリーで50分で行くエレファンタ石窟群ツアーの出発地点である。インド門からの他のフェリー経路には、アリバーグ (Alibag) とマンダバ (Mandwa) 行きがある。これらのフェリーは人気があるため定員以上に乗客を運ぶと言われている、
インド門は主要な観光地であり、地元の人々や大きな風船売り、写真家に人気の集会スポットである。マハーラーシュトラ州観光局 (MTDC) は23年の歴史を持つ「エレファンタ・フェスティバル（Elephanta Festival of music and dance）」会場を、その収容能力によりインド門への変更を2012年に決定した。エレファンタ石窟群の700から800人に対し、インド門で2000から2500人集まることができる。

## テロ攻撃
2003年にタクシーに仕掛けられた爆弾がインド門近くで爆発した。インド門は、2003年8月の爆弾テロ (25 August 2003 Mumbai bombings) の標的であり、銃で武装した4人のテロリストがタージマハル・ホテルを攻撃した2008年11月のテロでのテロリストの上陸地点であった。2008年のテロ攻撃後、この地域での公共の移動は制限された。

## ギャラリー

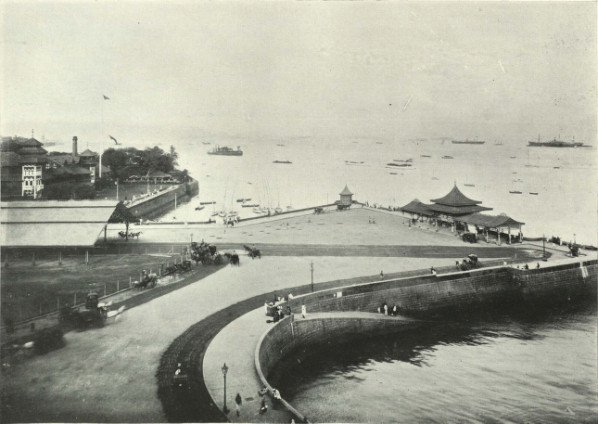
The Apollo Bunder- the Gate of India, 1905
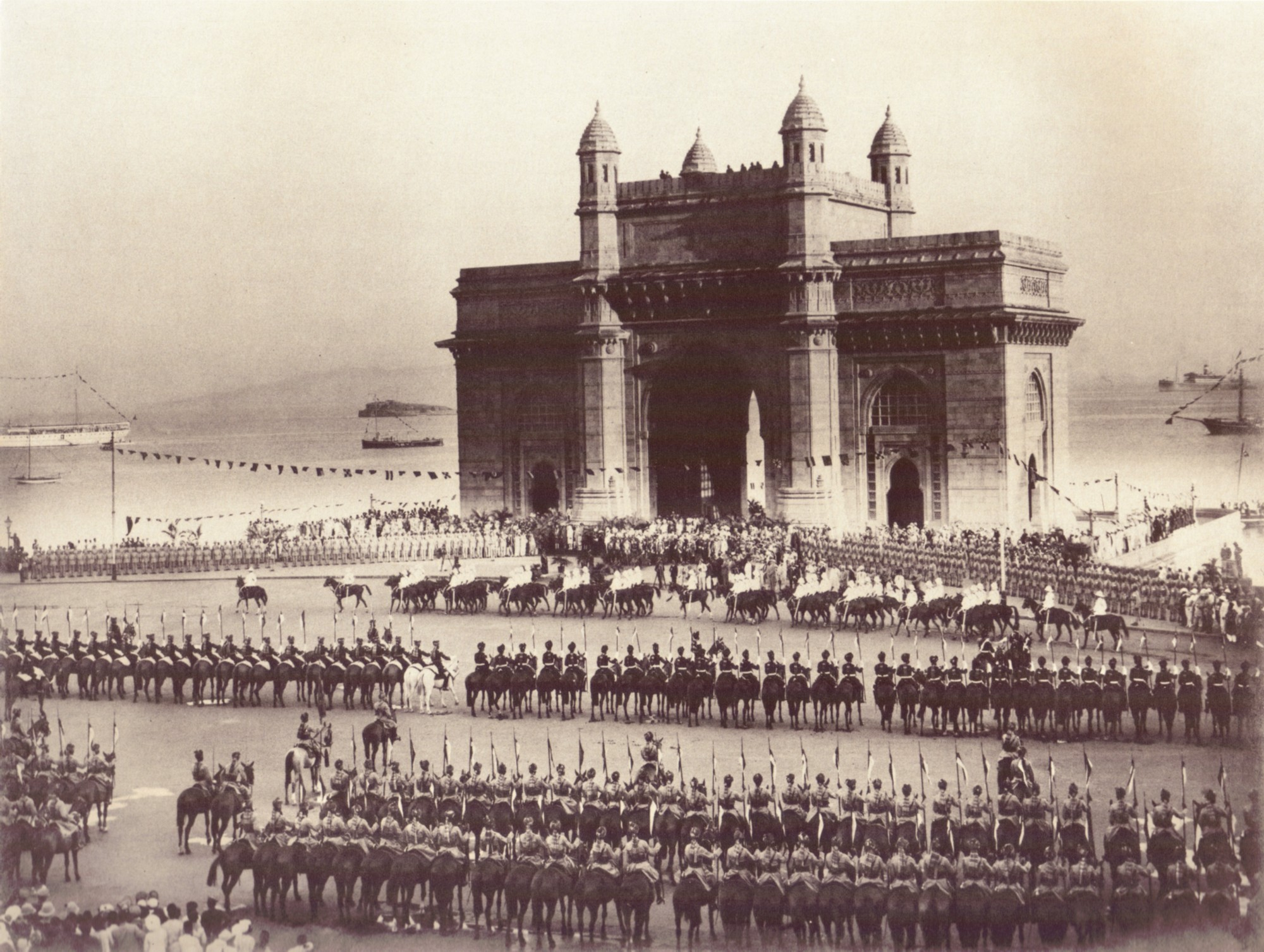
1924年、インド門の落成式。
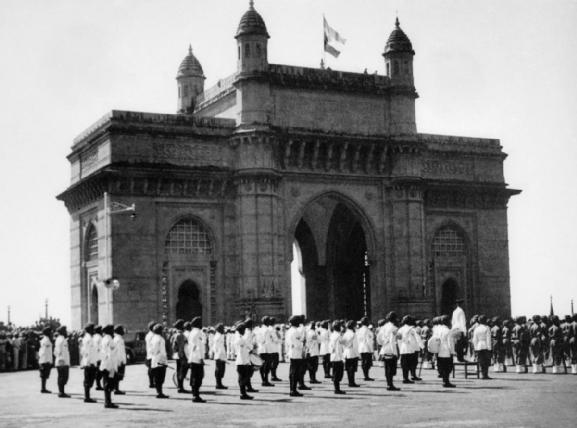
1948年2月28日にイギリス軍のインドからの出発時の、シーク教徒のパレード
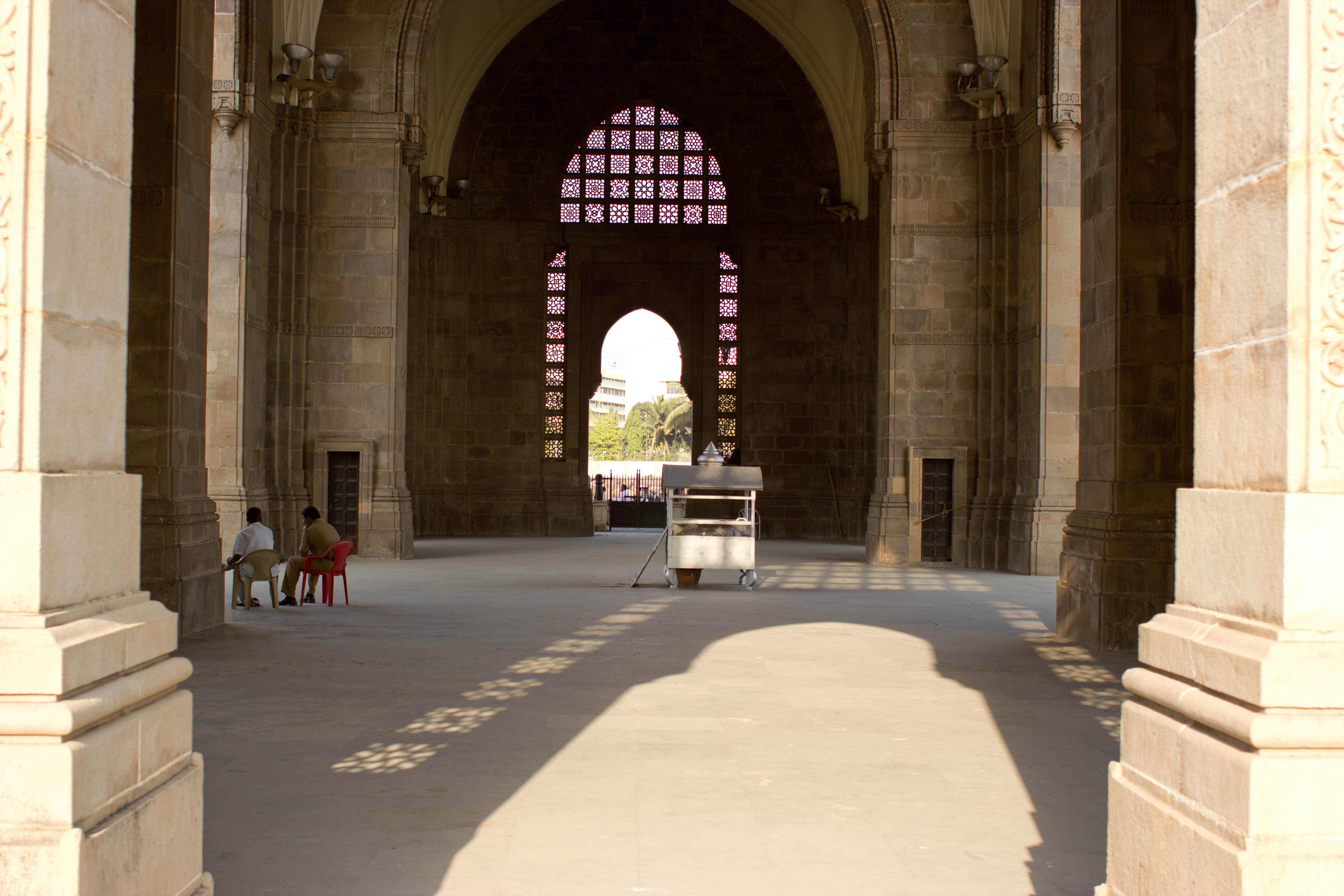
2011年、インド門の内部
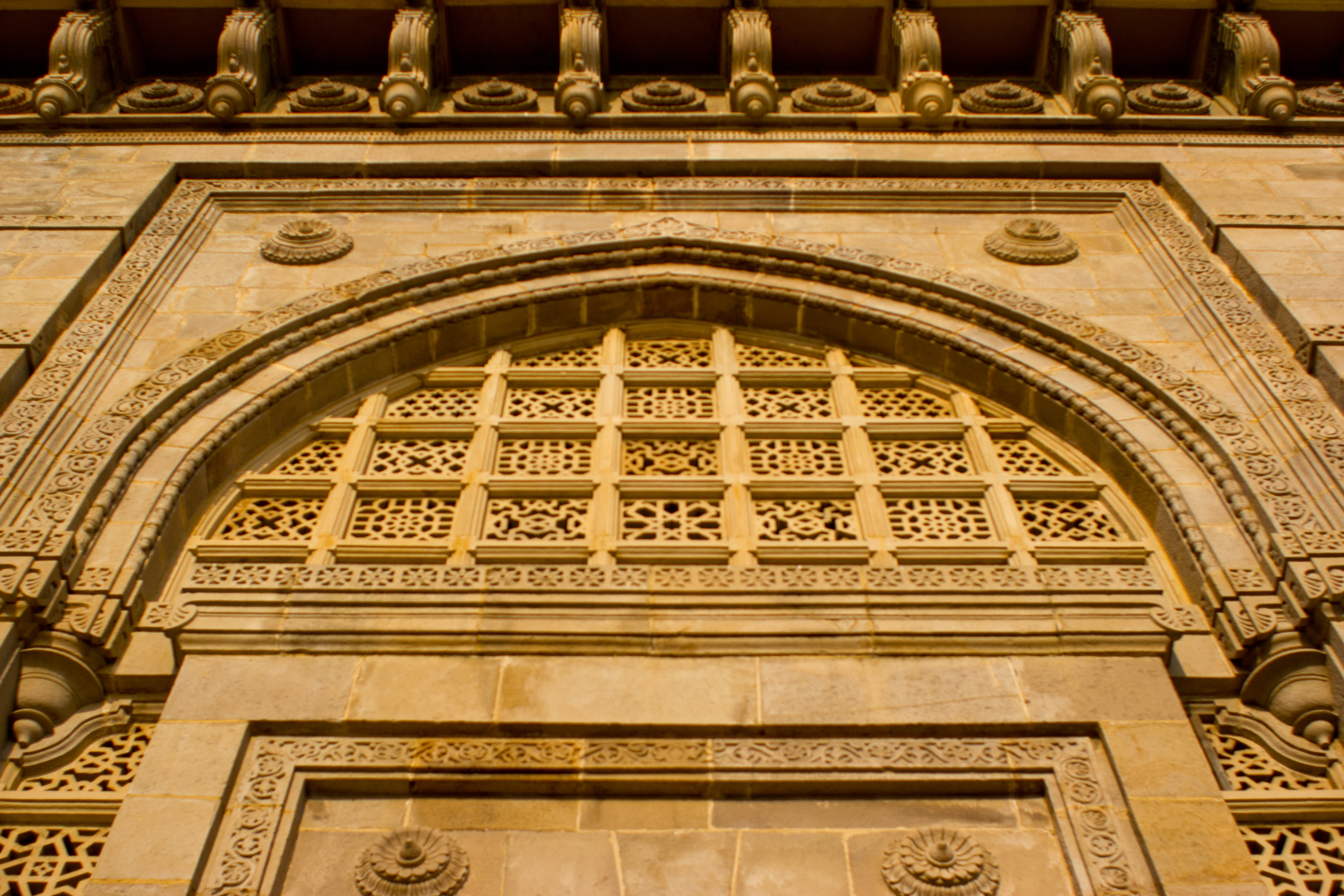
2011年、アーチの詳細
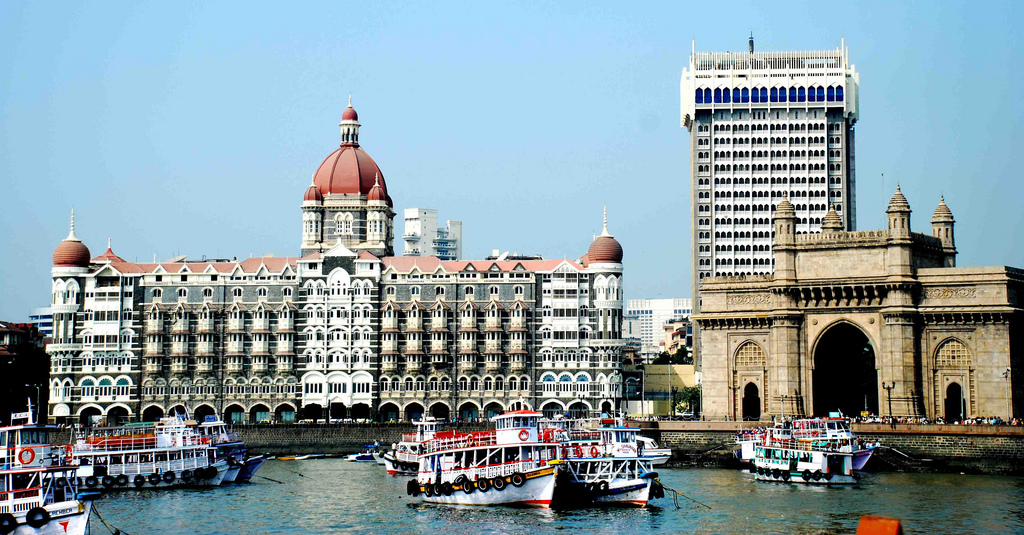
タージマハル・ホテルとインド門
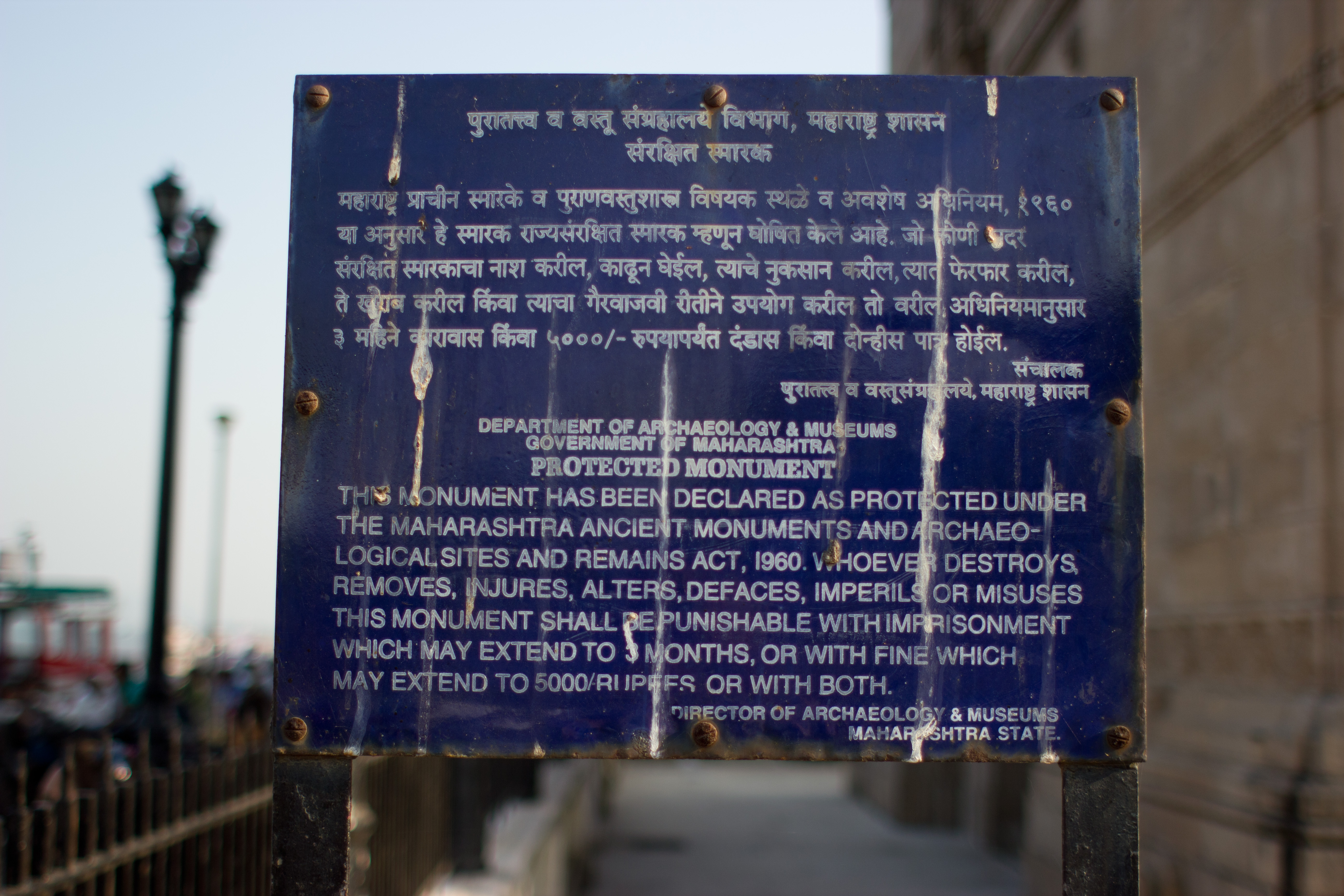
インド門の看板
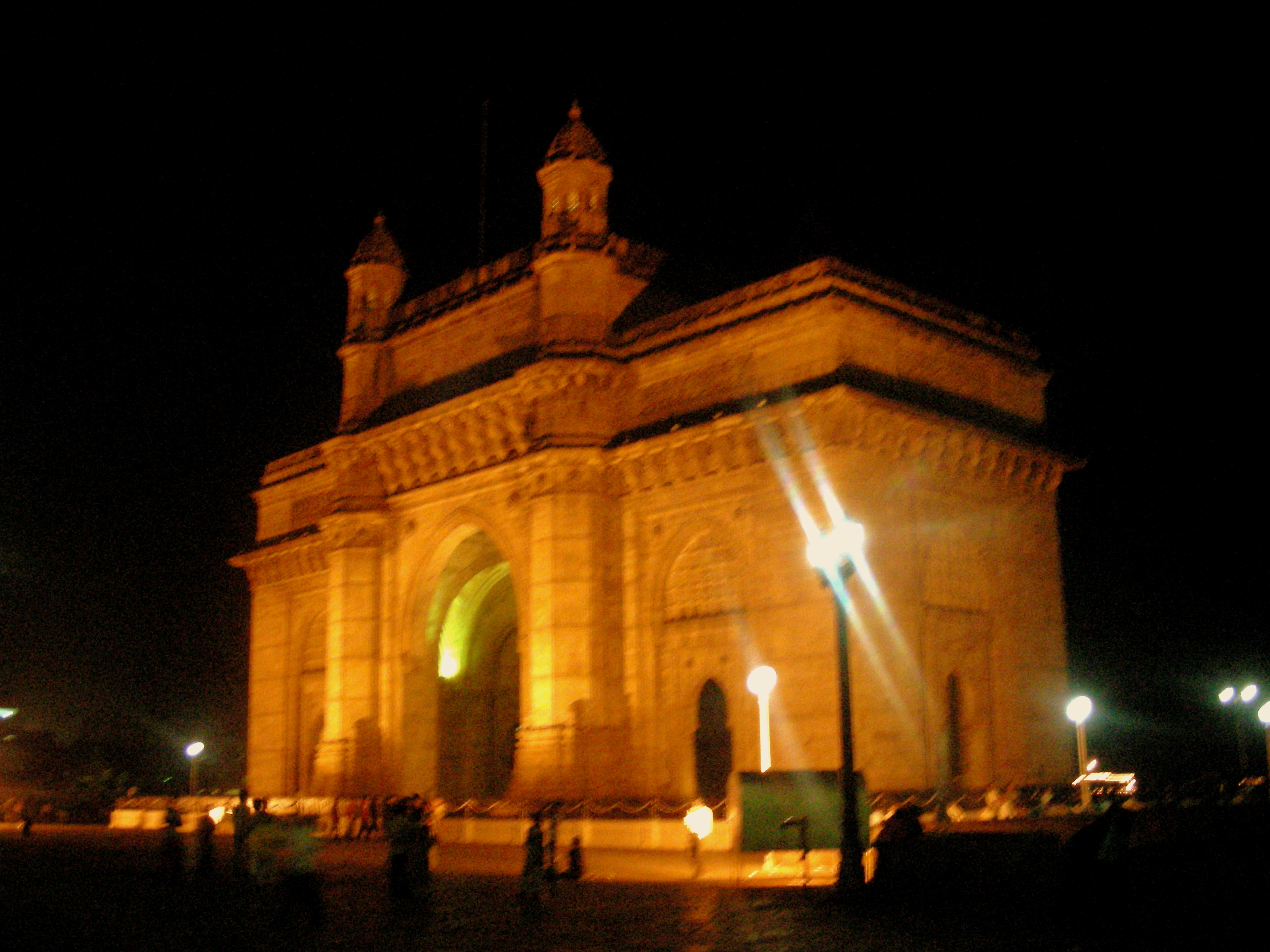
インド門の夜景
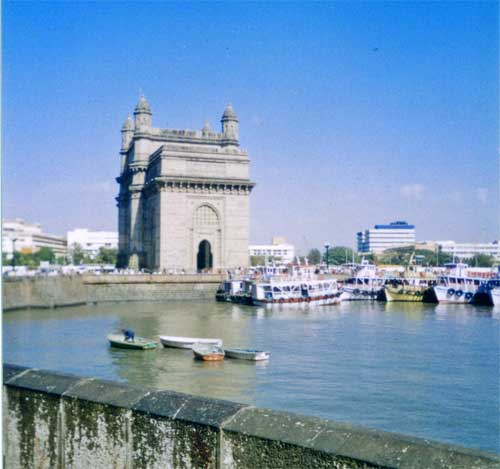
2005年、インド門の側面
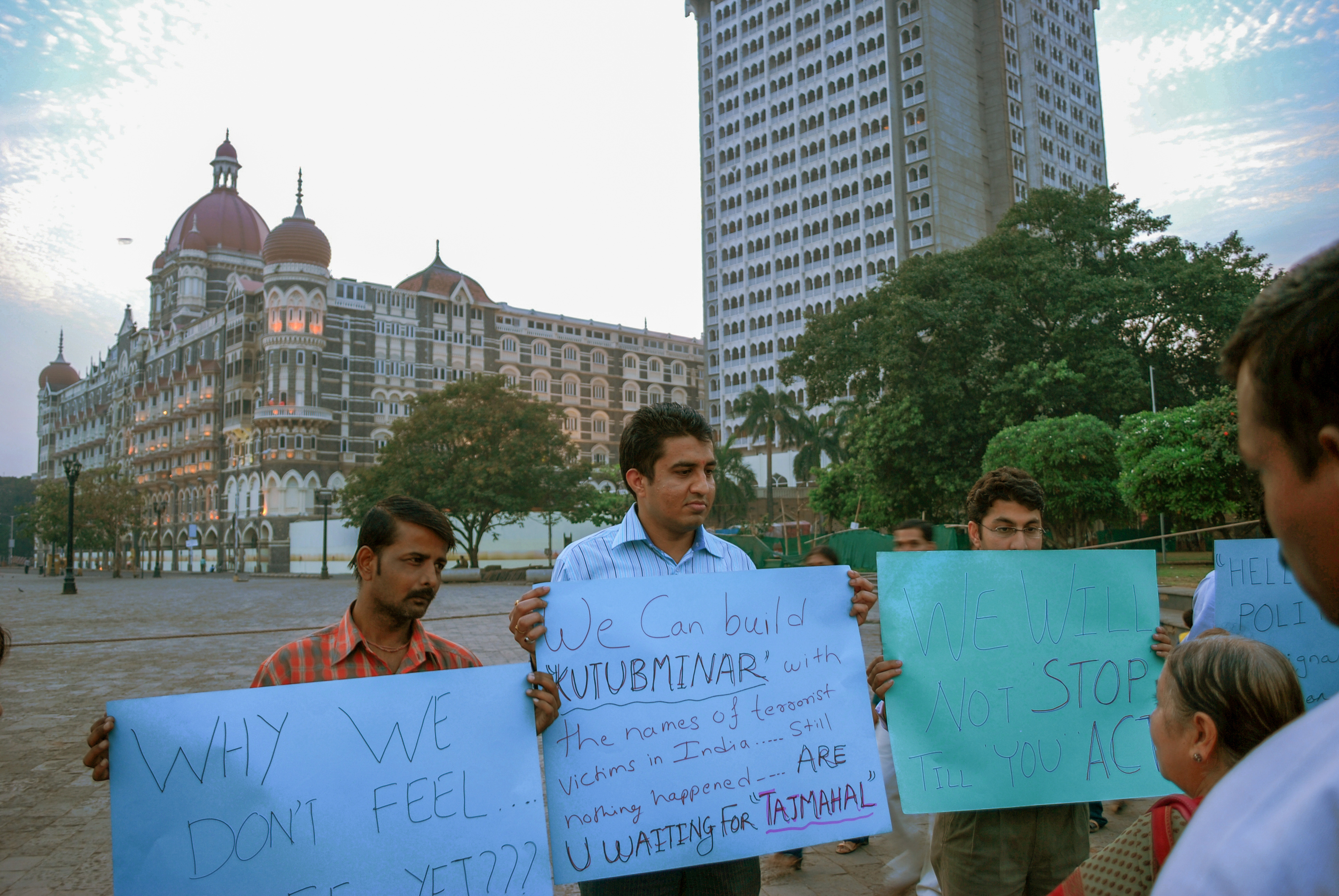
ムンバイ同時多発テロ後にインド門近くで政府に要求する少数の市民
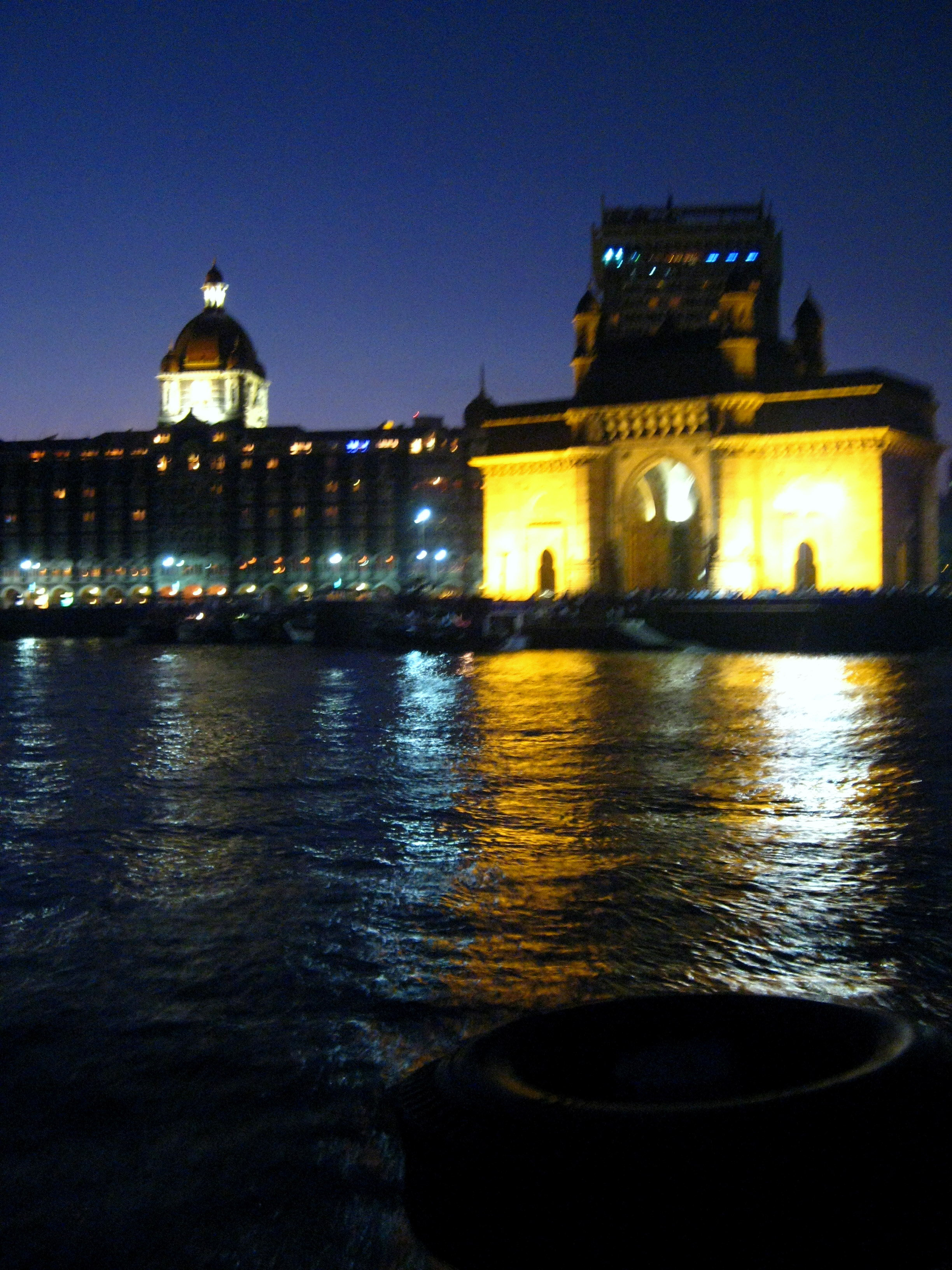
2011年、海からのインド門の眺め